# Castelo Real de Mogador

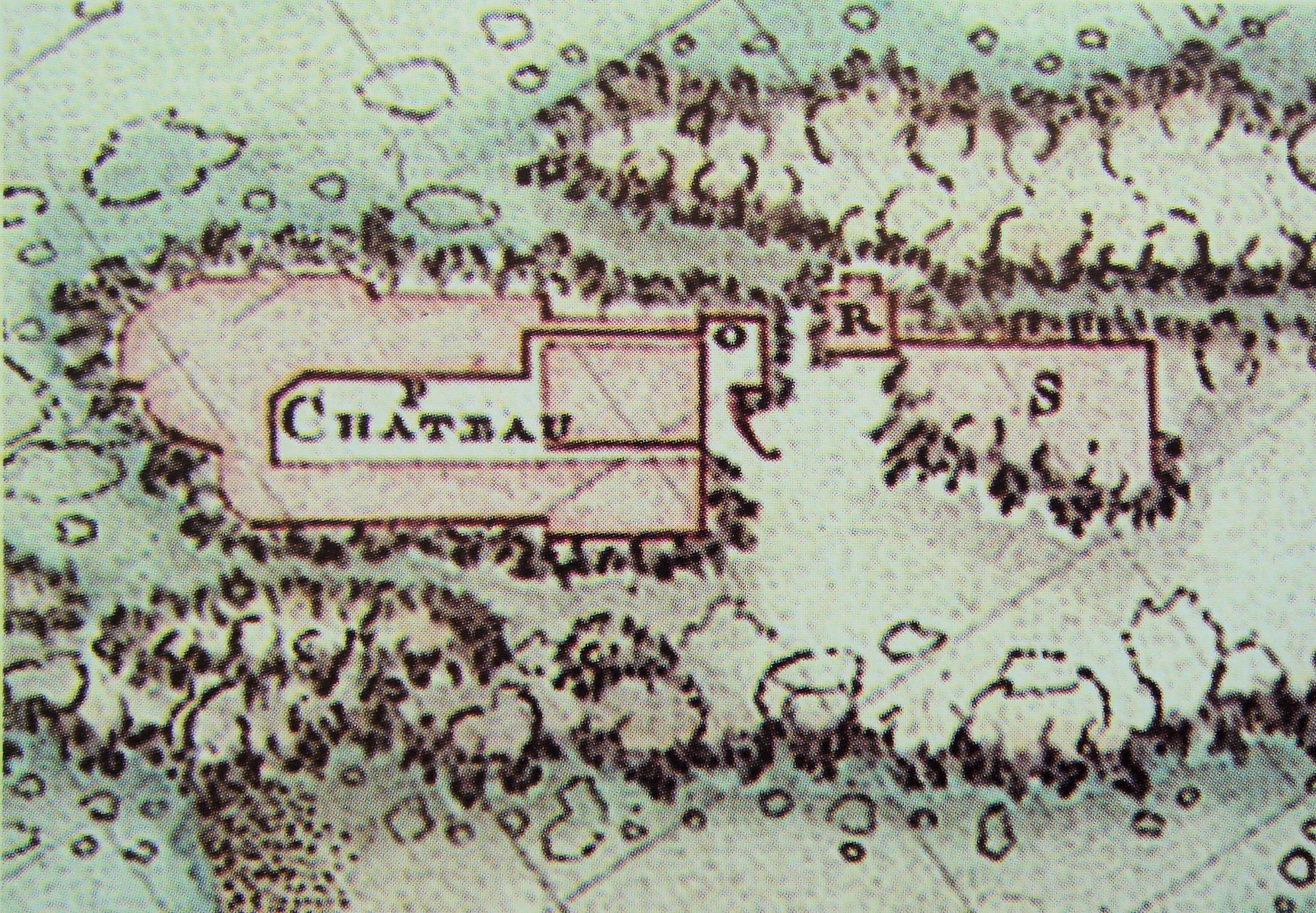
Castelo Real (Théodore Cornut, 1767).

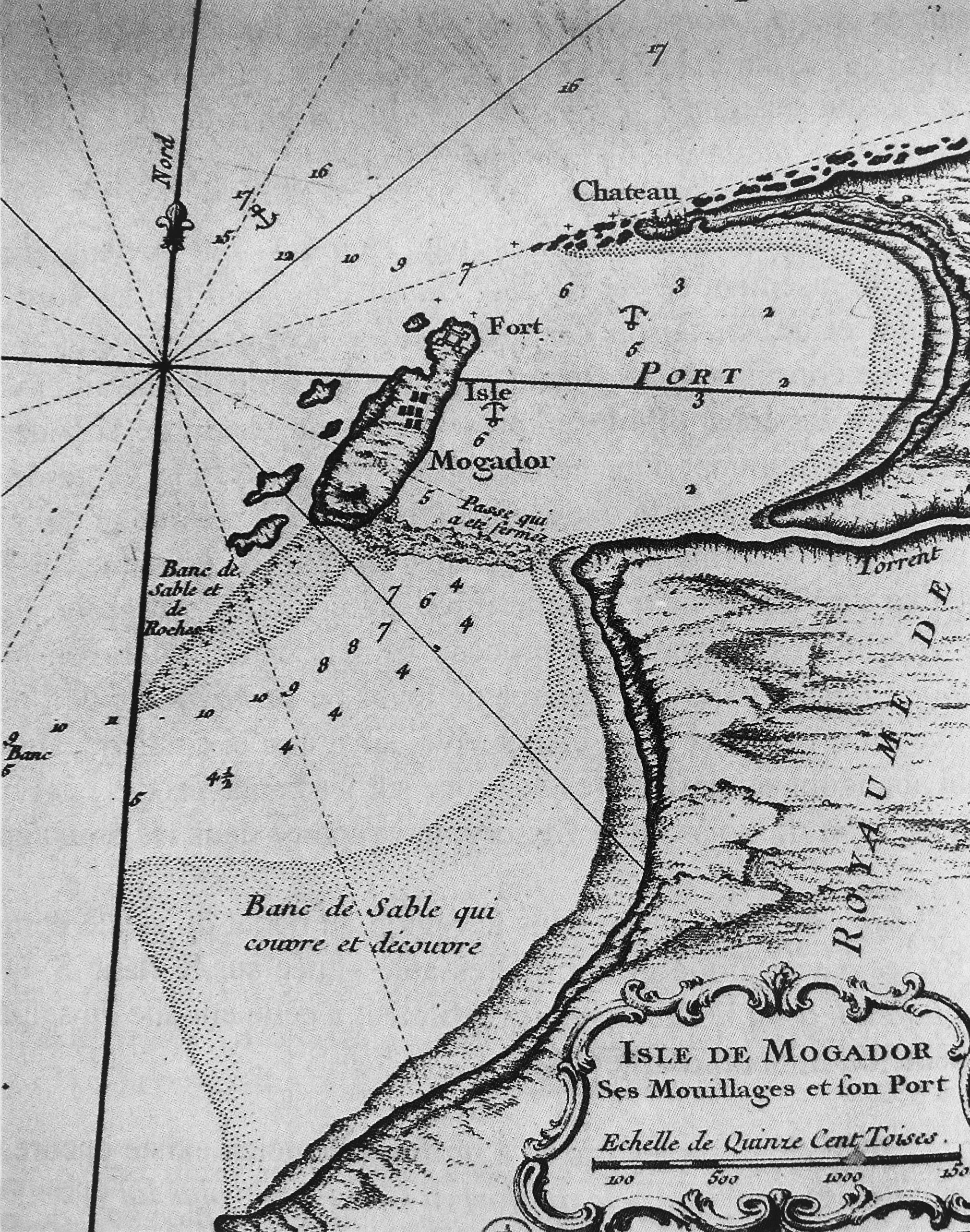
Ilha de Mogador (século XVIII).

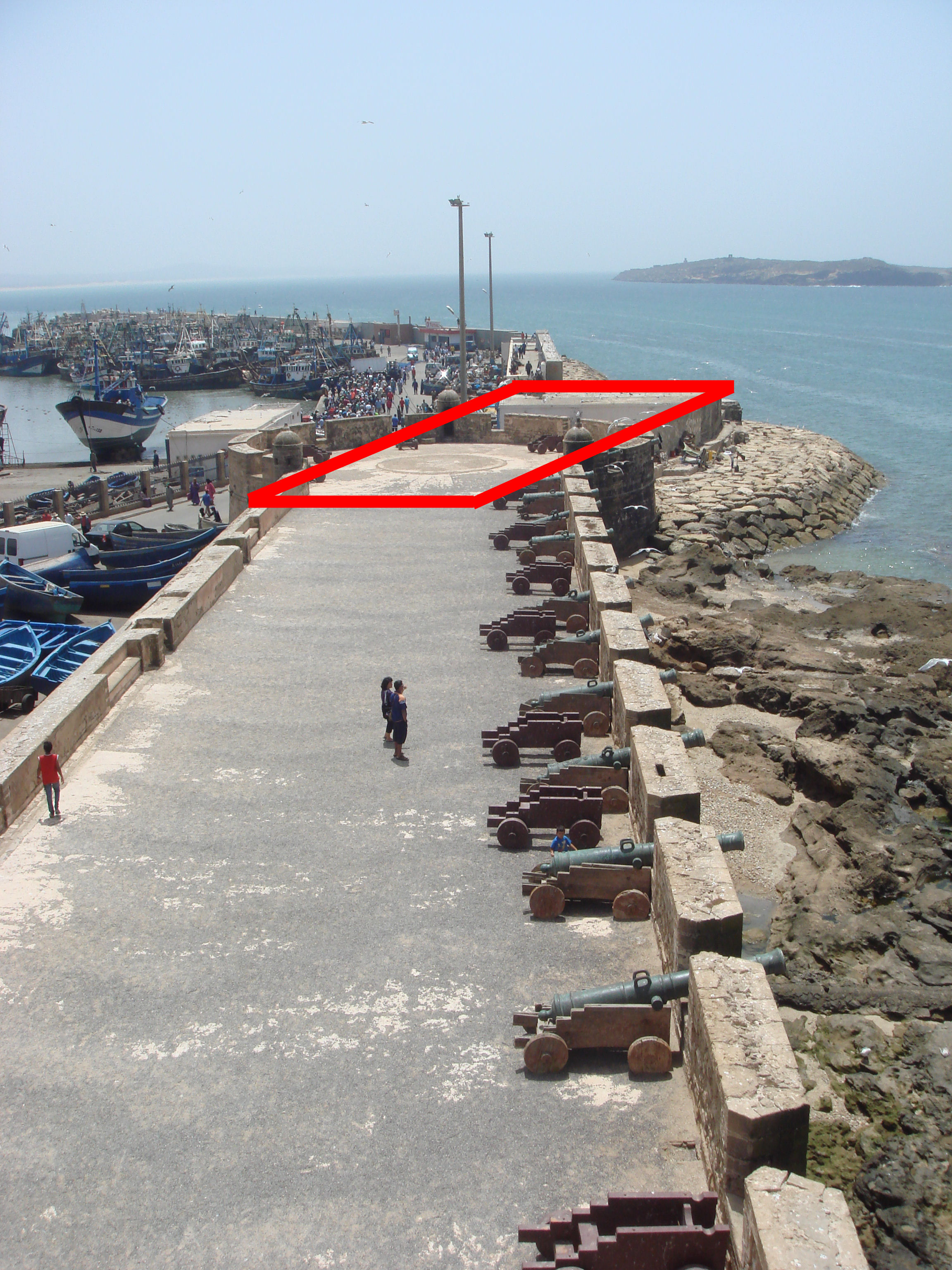
O "Scala del Mar": o Castelo Real localizava-se na sua extremidade (a vermelho).

O Forte de Mogador, mais conhecido por Castelo Real de Mogador, localizava-se na cidade de Mogador, atual Essaouira, no litoral do Marrocos.

## História
Esta fortificação foi erguida a partir de 1506 por forças portuguesas sob o comando de Diogo de Azambuja (que em 1482 havia erguido a fortaleza de São Jorge da Mina), com a função de controlo daquele pequeno porto e de apoio às rotas ao longo da costa marroquina entre Safim, onde estavam estabelecidas forças portuguesas desde o final do século XV, e Agadir, que havia sido ocupada em 1504. A sua posição, no litoral, permitia que recebesse, com facilidade, suprimentos dos arquipélagos dos Açores e da Madeira.
Para o efeito foi escolhida uma pequena ilha, atualmente denominada "La Petite Île".
Concluída a construção (em estilo manuelino, em uso aquela época no ultramar português), Diogo de Azambuja assumiu o seu comando, tendo-lhe sucedido Francisco de Miranda e D. Pedro de Azevedo.
Em 12 de maio de 1510, o soberano nomeou Nicolau de Sousa comandante vitalício, mas logo a seguir a posição seria atacada pelos berberes. Em Dezembro do mesmo ano, a praça teve de ser abandonada, sendo a guarnição transferida para Safim.
Nos séculos seguintes, a fortificação foi ocupada episodicamente pelos berberes.

## Do século XVIII aos nossos dias
A estrutura do primitivo Castelo Real foi totalmente demolida de acordo com o projeto de construção da cidade de Essaouira e sua fortificação, por iniciativa de Maomé ibne Abedalá no século XVIII, com projeto do arquiteto francês Théodore Cornut.
No local do primitivo castelo ergue-se a atual fortificação, denominada "Scala del Mar". Embora nenhum elemento da fortificação portuguesa haja subsistido, a análise de antigos mapas indica que a sua localização era na extremidade do "Scala del Mar".

## Galeria

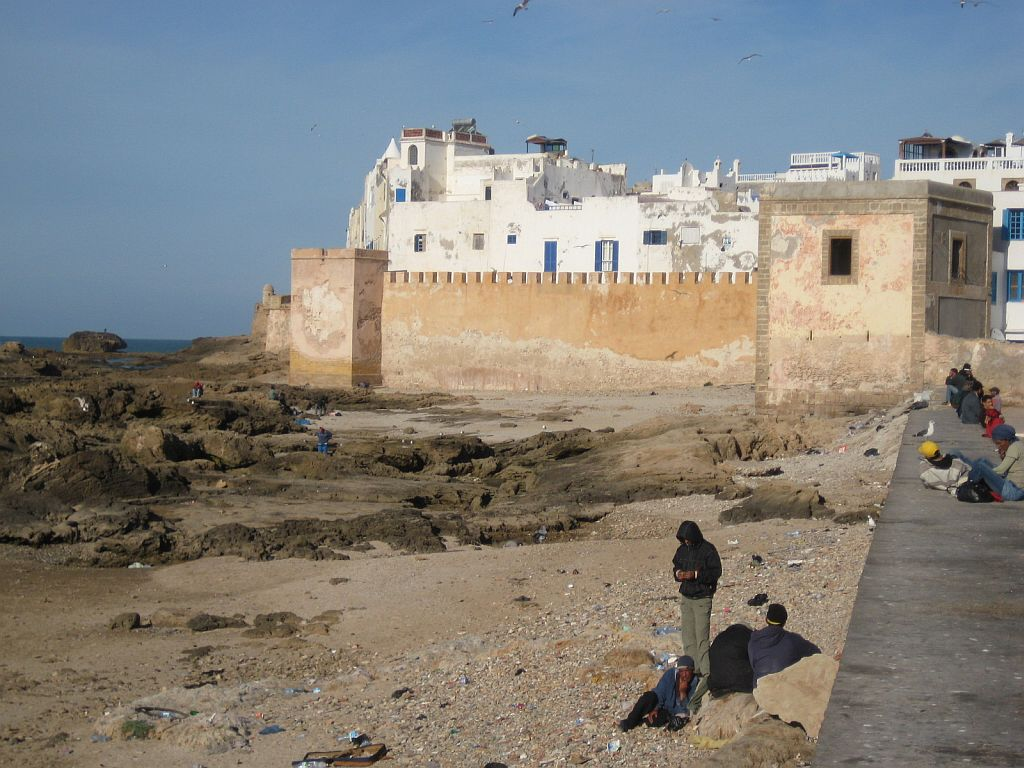
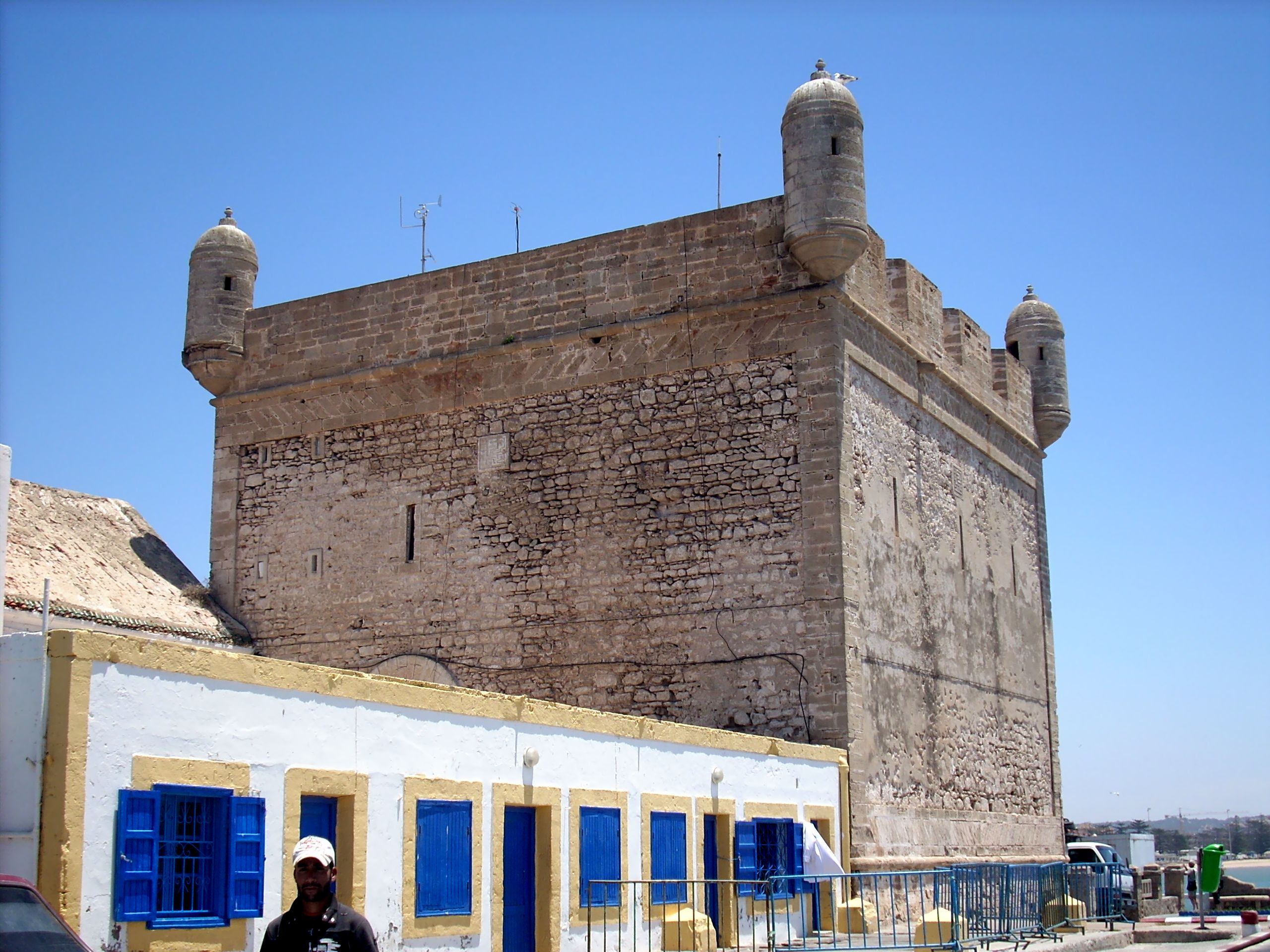
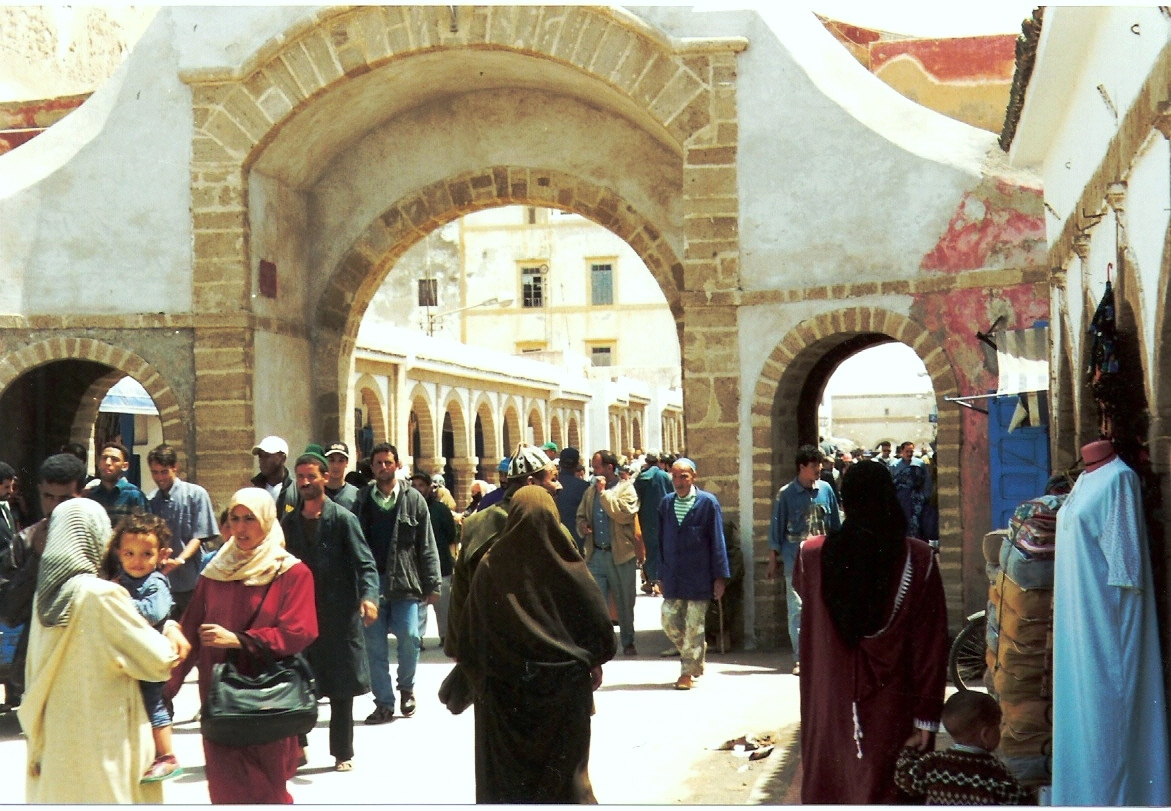
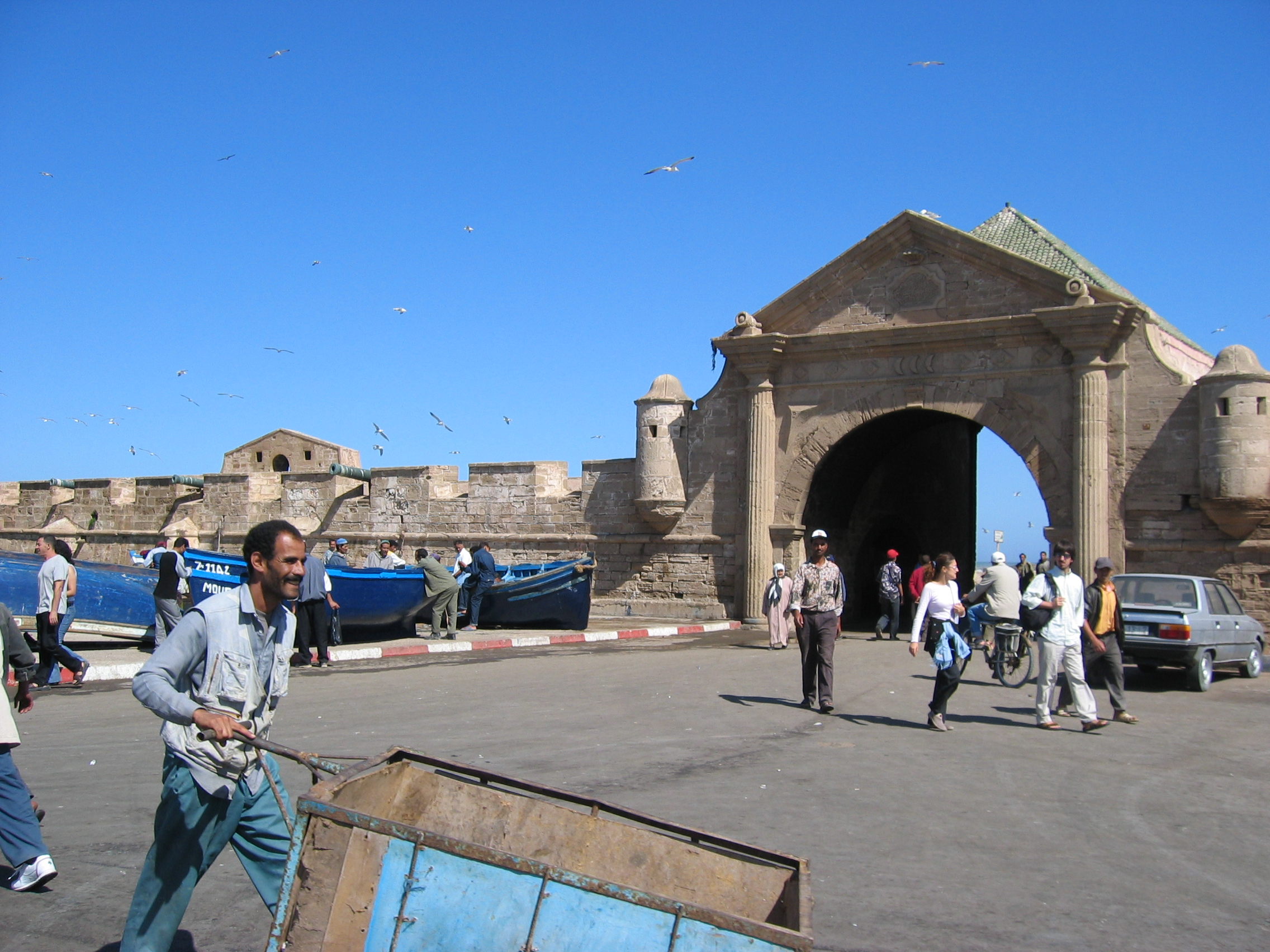
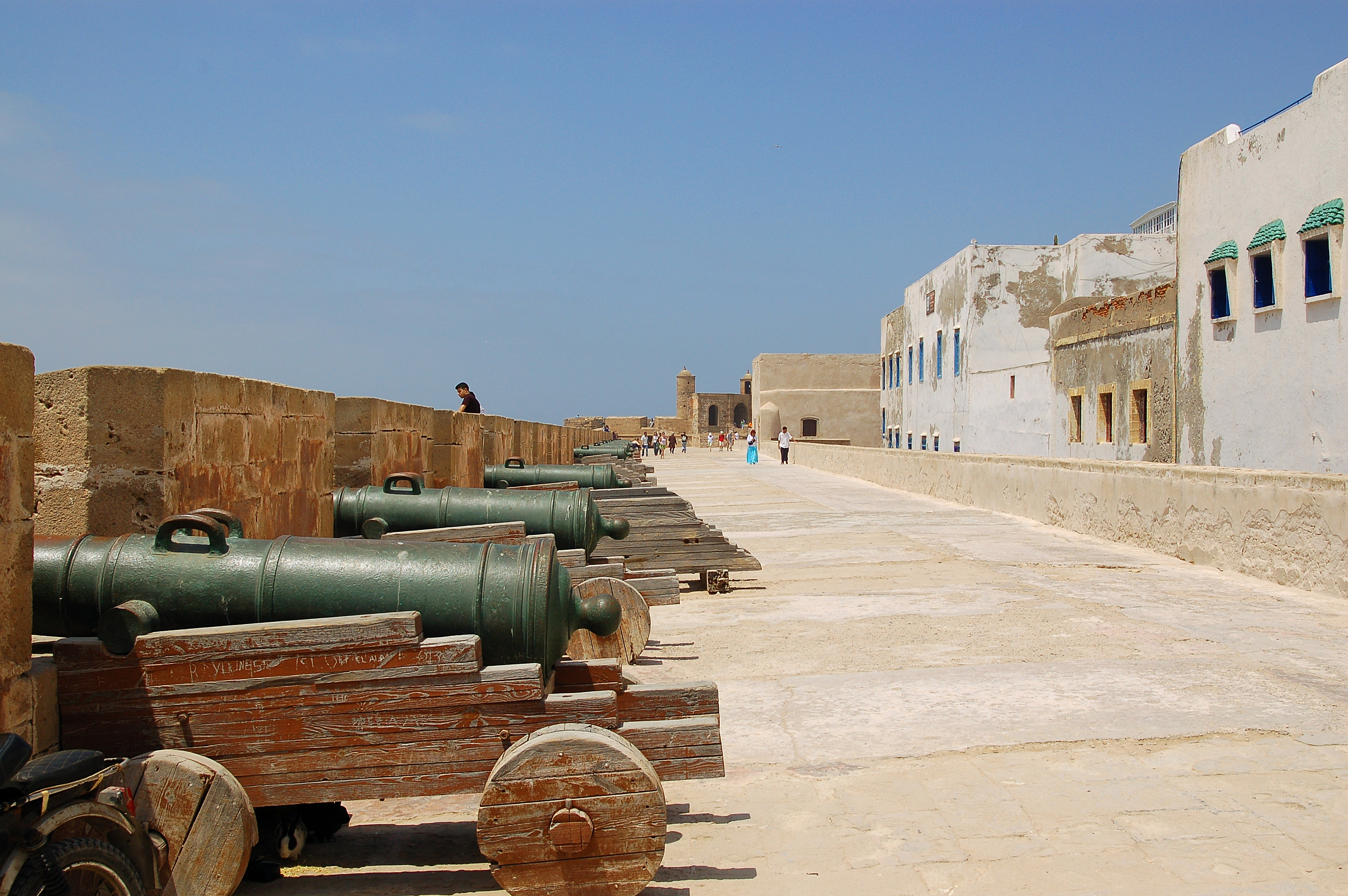
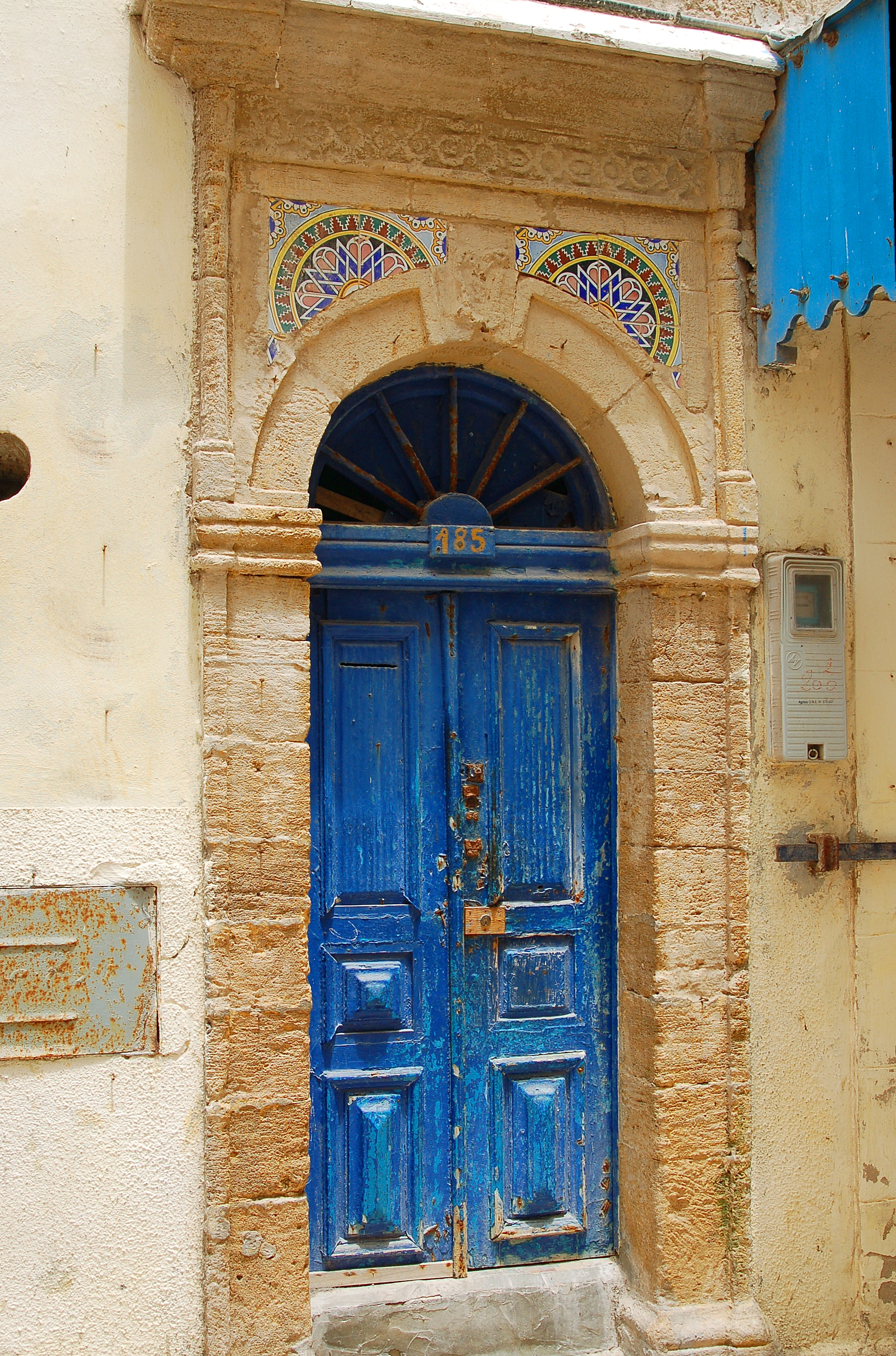
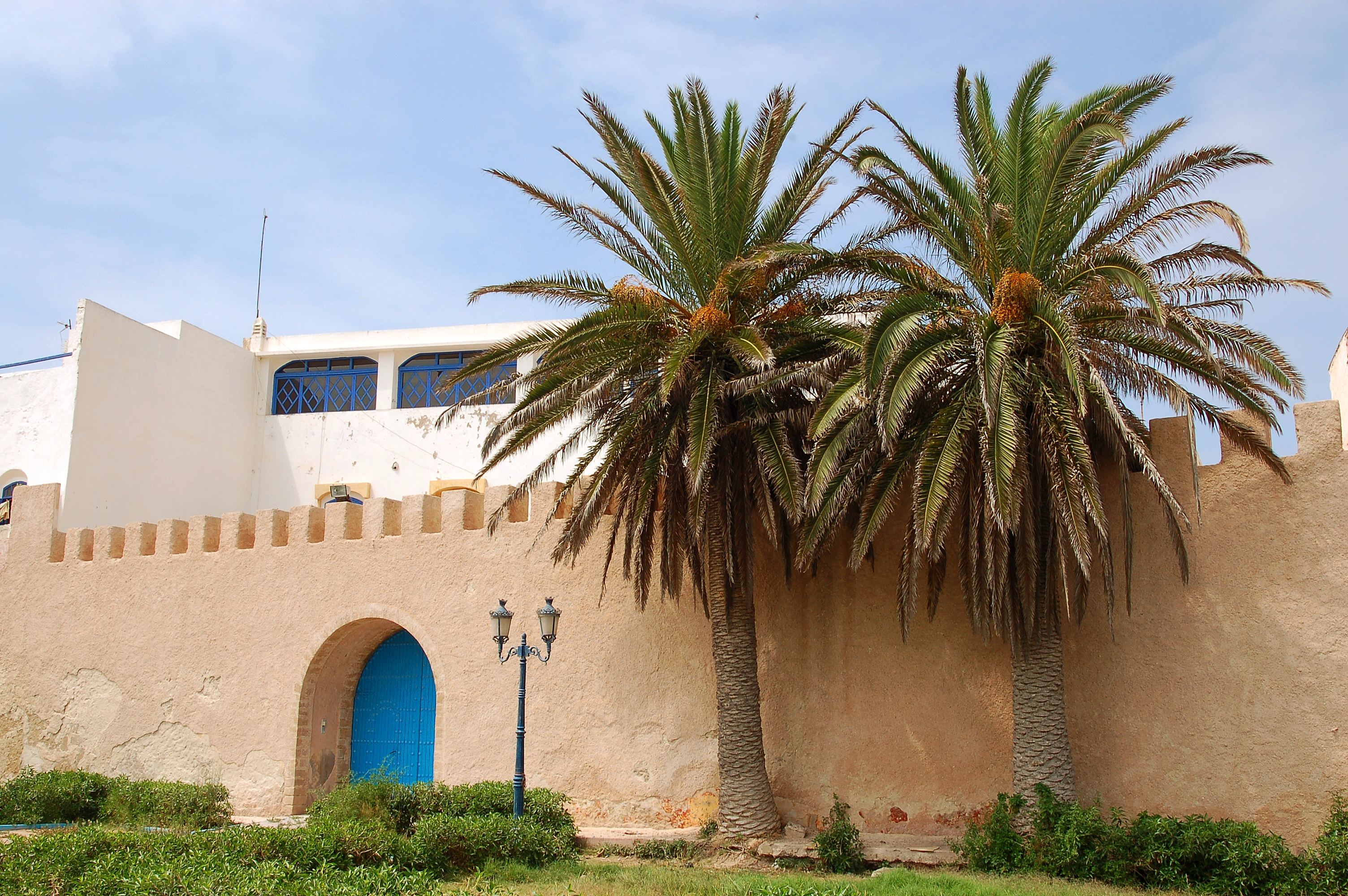
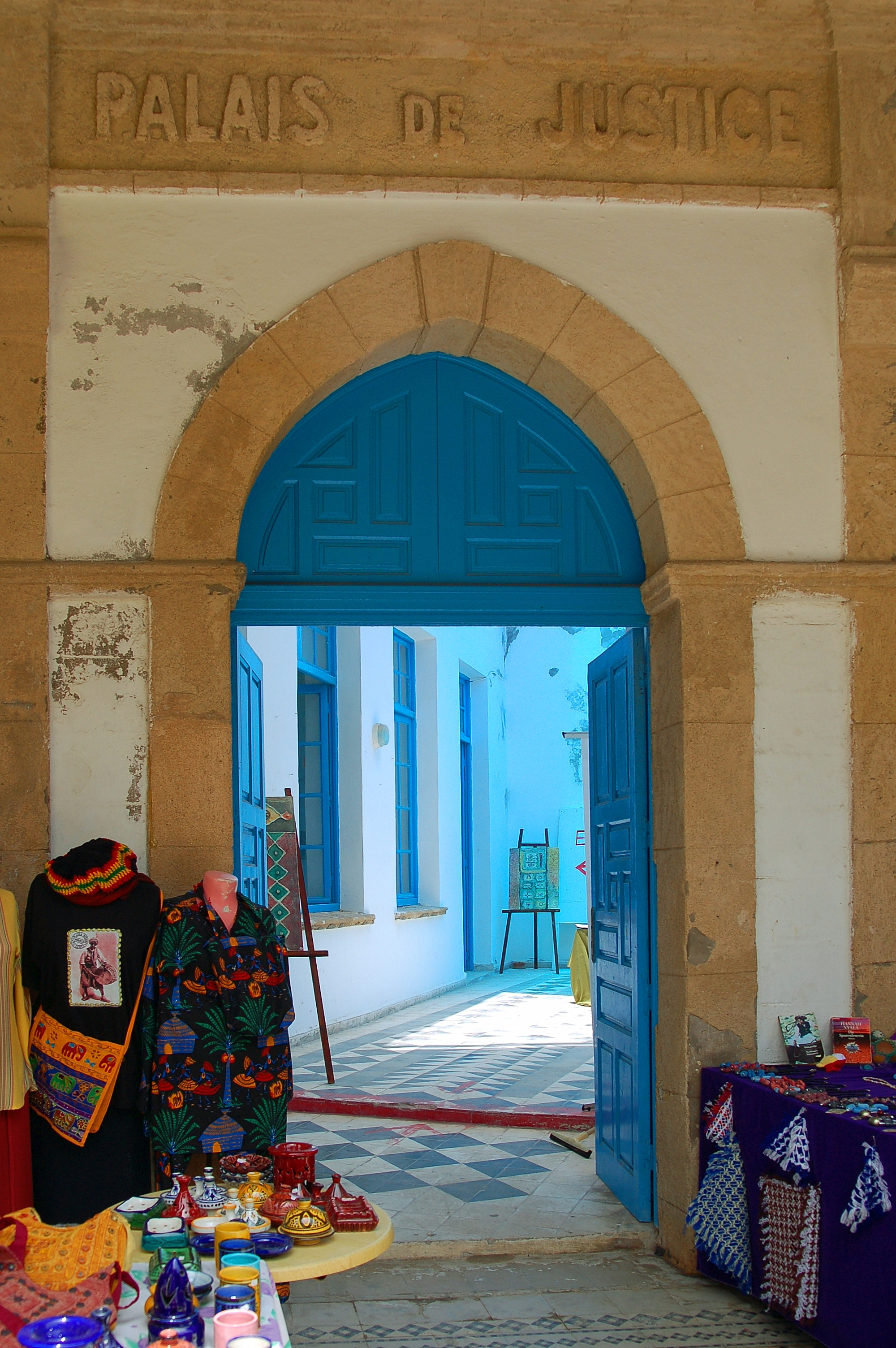